# Новобурлукский сельский совет
Новобурлукский сельский совет — входит в состав 
Печенежского района Харьковской области
Украины.
Административный центр сельского совета находится в с. Новый Бурлук.

## История
- 1929 — дата образования.

## Населённые пункты совета
- с. Новый Бурлук